# 朗蒂亚克
朗蒂亚克（法語：Lantillac，法語發音：[lɑ̃tijak]）是法国莫尔比昂省的一个市镇，属于蓬蒂维区。

## 地理
朗蒂亚克（47°57'24"N, 2°39'7"W）面积7.72 平方千米，位于法国布列塔尼大區莫尔比昂省，该省份为法国西北部沿海省份，位于布列塔尼半岛南部，北起阿摩尔滨海省、西接菲尼斯泰尔省，南濒大西洋，东南接大西洋卢瓦尔省，东临伊勒-维莱讷省。
与朗蒂亚克接壤的市镇（或旧市镇、城区）包括：普勒格里费特、盖贡、比莱翁、拉德纳克。

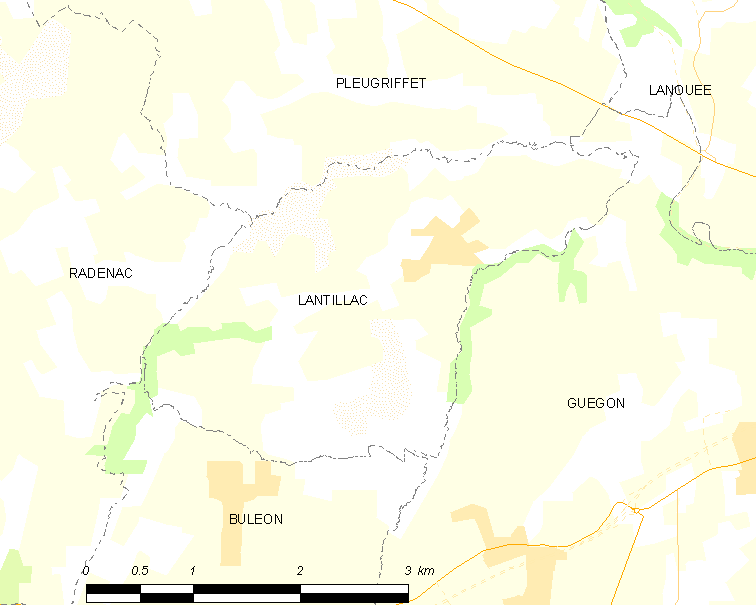
朗蒂亚克的OSM定位图

朗蒂亚克的时区为UTC+01:00、UTC+02:00（夏令时）。

## 行政
朗蒂亚克的邮政编码为56120，INSEE市镇编码为56103。

## 政治
朗蒂亚克所属的省级选区为普洛埃梅勒县。

## 人口

1962-2008年间朗蒂亚克人口变化图示

朗蒂亚克于2022年1月1日时的人口数量为291人。